# Rhexisblutung
Rhexisblutung (von altgriechisch ῥῆξις rhēxis, deutsch ‚das Brechen‘, ‚das Platzen‘) ist der fachmedizinische Begriff für eine Blutung infolge einer Zerreißung von Blutgefäßen.
Eine Rhexisblutung erfolgt meistens infolge einer bereits bestehenden Schädigung der Blutgefäße. Der Riss kann etwa infolge von arterieller Hypertonie, das heißt Bluthochdruck, oder im Zusammenhang mit Arteriosklerose (Verkalkung der Arterien) auftreten; beides kann auch kombiniert zu einem Riss (Ruptur) führen. Auch andere Vorbeschädigungen wie eine Angiitis (Entzündung von Blutgefäßen), ein Gerinnsel (Thrombose, vornehmlich Sinusthrombose), oder ein Aneurysma (Gefäßerweiterung) können zu einer Ruptur und damit auch zu einer Rhexisblutung führen.